# ثورة (أغنية البيتلز)
أغنية ثورة (بالإنجليزية: Revolution)‏، كانت هذه أول أغنية سياسية صريحة لفريق البيتلز[بحاجة لمصدر]، وهي بمثابة رد جون لينون على حرب فيتنام. تم تسجيل ثلاث نسخ من الأغنية وإصدارها في عام 1968 ، كل ذلك خلال جلسات الألبوم المزدوج الخاص بفرقة البيتلز، والمعروف أيضًا باسم «الألبوم الأبيض»
مستوحاة من الإحتجاجات السياسية في أوائل عام 1968، حيث أعربت كلمات لينون عن تعاطفها مع الحاجة إلى التغيير الإجتماعي ولكن شكوك فيما يتعلق بالتكتيكات العنيفة التي يتبناها أعضاء اليسار الجديد، على الرغم من تحفظات زملائه في الفرقة، فقد ثابر على الأغنية وأصر على تضمينها في ألبومهم التالي. عندما تم إصدار الأغنية في أغسطس، نظر اليسار السياسي إلى الأغنية على أنها خيانة لقضيتهم وإشارة إلى أن فرقة البيتلز كانت بعيدة عن العناصر الراديكالية للثقافة المضادة، ولكن عبر لينون عن عدم اليقين بشأن التغيير المدمر، حيث تم تسجيل عبارة «يمكن أن تسقطني من حسابك» بدلاً من «إحسبني معك». تأثر لينون بالإنتقادات التي تلقاها من اليسار الجديد وإعتنق لاحقًا الحاجة إلى الثورة الماوية (المنتمية لمبادئ ماو تسي تونج)، لا سيما من خلال أغنيته الفردية «السلطة للشعب» عام 1971، وفي إحدى المقابلات الأخيرة التي أجراها قبل وفاته عام 1980، أعاد التأكيد على المشاعر السلمية التي عبر عنها في «الثورة».
بلغت الأغنية ذروتها في المرتبة 12 على قوائم البيلبورد في الولايات المتحدة، وتصدرت قمة القوائم الفردية في أستراليا ونيوزيلندا. قام فريق البيتلز بتصوير مقطع ترويجي للنسخة الفردية، والذي قدم صورة عامة جديدة وأكثر رشاقة للينون. حظيت الاغنية بالثناء من العديد من نقاد الموسيقى، لا سيما بسبب كثافة أداء الفرقة وصوت الجيتار المشوه بشدة في التسجيل. أصبحت الأغنية في عام 1987 أول تسجيل لفريق البيتلز يتم ترخيصه لإعلان تلفزيوني، مما أدى إلى رفع دعوى قضائية من أعضاء الفريق. تم غناء نسخ من الأغنية من قبل العديد من الفنانين.

## خلفية الأغنية
ارتفعت حدة الاحتجاجات المعارضة لحرب فيتنام في أوائل عام 1968، وخاصة بين طلاب الجامعات، وكانت الاحتجاجات أكثر انتشارًا في الولايات المتحدة، وفي 17 مارس، سار 25000 متظاهر إلى السفارة الأمريكية في ميدان غروسفينور بلندن واشتبكوا بعنف مع الشرطة. ظهرت في الأخبار الدولية احتجاجات كبرى تتعلق بقضايا سياسية أخرى، مثل احتجاجات مارس 1968 في بولندا ضد حكومتهم الشيوعية، وانتفاضات الحرم الجامعي في مايو 1968 في فرنسا. عكست الاضطرابات التسييس المتزايد لحركة الشباب في الستينيات وظهور أيديولوجية اليسار الجديد، على النقيض من أيديولوجية الهيبيز صيف الحب عام 1967، بالنسبة لهؤلاء الطلاب والناشطين، قدمت الفلسفة المأساوية للثورة الثقافية، التي تطهر المجتمع من عناصره غير التقدمية، نموذجًا للتغيير الاجتماعي المطلوب.

## كلمات الأغنية
تقول إنك تريد ثورة You say you want a revolution
حسنا أنت تعرف Well, you know
نحن كلنا نريد تغيير العالم We all want to change the world
تخبرني أن  هذا تطور You tell me that it's evolution
حسنا أنت تعرف Well, you know
نحن كلنا نريد تغيير العالم We all want to change the world
لكن عندما تتحدث عن الدمار But when you talk about destruction
الأ تعلم إنك يمكن أن تسقطني من حسابك Don't you know that you can count me out
ألا تعلم أن الأمور Don't you know it's gonna be
ستكون أفضل، أفضل، أفضل All right, all right, all right
تقول أنك تعرف الحل الحقيقي You say you got a real solution
حسنا أنت تعرف Well, you know
كلنا نحب أن نرى الخطة We'd all love to see the plan
تسألني عن مساهمة You ask me for a contribution
حسنا أنت تعرف Well, you know
نحن نفعل ما في وسعنا We're doing what we can
لكن إذا كنت تريد المال لأشخاص بعقول تكره But if you want money for people with minds that hate
كل ما يمكنني قوله هو أخي عليك الإنتظار All I can tell is brother you have to wait
ألا تعلم أن الأمور Don't you know it's gonna be
ستكون أفضل، أفضل، أفضل All right, all right, all right
تقول إنك ستغير الدستور You say you'll change the constitution
حسنا أنت تعرف Well, you know
كلنا نريد تغيير رأسك We all want to change your head
تخبرني أنه النظام المؤسسي You tell me it's the institution
حسنا أنت تعرف Well, you know
من الأفضل أن تحرر عقلك بدلاً من ذلك You better free you mind instead
لكن إذا إندفعت حاملاً صور الرئيس ماو But if you go carrying pictures of chairman Mao
أنت لن تفعل ذلك مع أي شخص على أي حال You ain't going to make it with anyone anyhow
ألا تعلم أن الأمور Don't you know it's gonna be
ستكون أفضل، أفضل، أفضل All right, all right, all right

## الإصدار
تم إصدار أغنية " هاي جود / ثورة  Hey Jude" /  Revolution" في 26 أغسطس 1968 في الولايات المتحدة، مع إصدار المملكة المتحدة في 30 أغسطس، بعد يومين من إصدار الأغنية في الولايات المتحدة، وقعت مشاهد عنيفة في المؤتمر الوطني للحزب الديمقراطي لعام 1968 في شيكاغو، حيث تم تصوير الشرطة والحرس الوطني وهم يضربون متظاهري حرب فيتنام بالهراوات. جاء هذا الحدث بعد شهرين من إغتيال روبرت كينيدي (شقيق الرئيس الراحل جون كينيدي الأصغر)، المرشح الديمقراطي للرئاسة الذي تعهد بإنهاء تورط أمريكا في فيتنام، وتزامن ذلك مع مزيد من العمل المتشدد في أوروبا. وفقًا للمؤلف جوناثان جولد: "بسبب هذا المزيج، على عكس شكوك لينون حول أهمية الأغنية، أصبحت الأغنية وثيقة الصلة بموجة الأحداث المتدفقة".

## ردود أفعال لينون
بعد معارضة موقف لينون السياسي، تبادل لينون الرسائل المفتوحة في الصحافة، مع جون هويلاند (طالب راديكالي من جامعة كيلي)، كانت الرسالة الأولى من هويلاند في أواخر أكتوبر 1968، وأوضح انه توقع أن القبض على لينون لحيازته المخدرات، والتعصب الذي يظهره تجاه أونو (كامرأة يابانية في بريطانيا)، سيجعله أكثر تعاطفًا مع أجندة راديكالية، وإنتقد لينون لإستمراره في تبني أيديولوجية عبرت عنها فرقة البيتلز في أغنية «كل ما تحتاجه هو الحب All You Need Is Love» عندما جاء في سياق الأغنية «من أجل تغيير العالم، علينا أن نفهم ما هو الخطأ في العالم. وبعد ذلك تدميره بلا رحمة». إلتقى لينون بطالبين آخرين من جامعة كيلي في منزله في ساري، 3 ديسمبر وقبل كتابة الرد على الرسالة، قال إن النهج المدمر للتغيير المجتمعي يفسح المجال فقط لقوة حاكمة مدمرة، مستشهداً بالثورتين الروسية والفرنسية؛ وقال أيضًا إن شكاوى أقصى اليسار تظهر تعجرفهم «المتطرف» وعدم قدرتهم على تشكيل حركة موحدة، مضيفًا أنه إذا قاد المتطرفون من هذا النوع ثورة، فمن المحتمل أن يكون هو وفريق الرولينج ستونز أول من سوف يتم أطلاق النار عليهم، «ومن سيطلق النار علينا؟ انه الرجل الذي كتب الرسالة لي، هو الذي سيفعل ذلك، كما تعلم».
تأثر لينون بالإنتقادات التي تلقاها من اليسار الجديد، وبعد أن خاض حملته من أجل السلام العالمي مع أونو طوال عام 1969، بدأ في تبني السياسة الراديكالية، وفي محادثة مع الناشط البريطاني طارق علي في يناير 1971، قال عن أغنية "الثورة": "لقد أخطأت، كما تعلمون. كان الخطأ في أن الأغنية مناهضة للثورة، وبدلاً من ذلك غنيت:" أنت تقول إنك تريد ثورة / من الأفضل أن نحققها على الفور". بعد الانتقال إلى نيويورك في عام 1971، إعتنق هو وأونو السياسة الراديكالية تمامًا مع المتهمين السبعة في شيكاغو (سبعة متهمين، إتهمتهم الحكومة الفيدرالية بالتآمر والتحريض إلى أعمال الشغب، ومناهضة حرب فيتنام والإحتجاجات التي وقعت في شيكاغو، إلينوي، بمناسبة المؤتمر الوطني الديمقراطي لعام 1968). تخلى لينون عن القضية بعد فوز ريتشارد نيكسون في الإنتخابات الرئاسية عام 1972، ثم شجب الثوار والسياسة الراديكالية بإعتبارها عديمة الجدوى.

## طاقم عزف وتسجيل الأغنية
- جون لينون: غناء وجيتار رئيسي وتصفيق يدوي.
- بول مكارتني: جيتار باس وأرجن هاموند وتصفيق يدوي.
- جورج هاريسون: جيتار أساسي وتصفيق يدوي.
- رينغو ستار: طبول وتصفيق
- نيكي هوبكنز: بيانو كهربائي.[27]

## صعود الأغنية في قوائم العالم
احتلت الأغنية المركز الأول في نيوزيلندا وأستراليا، وإحتلت المركز الثاني في الولايات المتحدة (أفضل 100 من أغاني البوب)، كما احتلت المركز 11 في قائمة الكاش بوكس بالولايات المتحدة، والمركز 12 في قائمة البيلبورد بالولايات المتحدة.

## وصلات خارجية
- أغنية ثورة.
- مقال عن أغنية ثورة على موقع الجارديان.